# Oratorio di San Rocco (Cevio)
L'oratorio di San Rocco è un edificio religioso che si trova a Bignasco, frazione di Cevio in Canton Ticino.

## Storia e descrizione
L'oratorio di San Rocco fu costruito nel 1597, fu trasformato in epoca barocca e conserva una tavola dipinta con la Vergine tra i santi Giovanni Battista e Michele, probabilmente del XVI secolo. Il portico dell'oratorio si apre sul ponte sopra la Maggia.